# Heinz Schrader

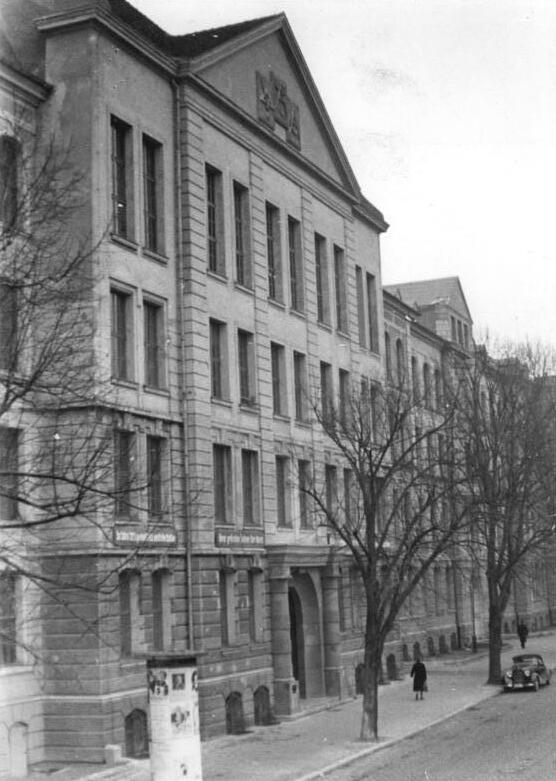
Das Gebäude Am Krökentor 2 der Fachschule für Schwermaschinenbau und der Fachschule für Bauwesen, in dem am 3. März 1954 der theoretische Lehrbetrieb an der 1953 gegründeten Hochschule für Schwermaschinenbau begann

Heinz Schrader (* 4. Mai 1910 in Braunschweig; † März 1990 in Magdeburg) war ein deutscher Maschinenbauingenieur und Professor für Strömungsmaschinen. Zudem war er 1953 Gründungsrektor der Hochschule für Schwermaschinenbau Magdeburg, aus der später die Technische Hochschule Otto-von-Guericke Magdeburg, die Technische Universität Magdeburg sowie die Otto-von-Guericke-Universität Magdeburg hervorgegangen sind. Er war Gründungsdirektor des Instituts für Strömungsmaschinen und Strömungslehre an dieser Hochschule.

## Leben und Wirken
Heinz Schrader wurde in Braunschweig als Sohn eines Handlungsgehilfen geboren, seine Mutter war Hausfrau. Er ist hier aufgewachsen und besuchte von 1916 bis 1920 eine Volksschule, danach bis 1929 eine Oberrealschule, die er mit dem Reifezeugnis abschloss.
Danach begann Schrader das Studium des Maschinenbaus an der Technischen Hochschule Braunschweig (TH Braunschweig). Er schloss sein Studium 1934 als Diplom-Ingenieur (Dipl.-Ing.) ab. Anschließend nahm er eine Stelle als wissenschaftlicher Assistent am Lehrstuhl für Strömungsmaschinen der TH Braunschweig an, erarbeitete eine Dissertation über Strömungsvorgänge in Kreiselpumpen und promovierte 1938 zum Doktor-Ingenieur (Dr.-Ing.).
Ab Mai 1938 begann Schrader seine Industrietätigkeit im Entwicklungsbüro der Firma Klein-Schanzlin & Becker AG, Frankenthal (Pfalz), das später zur Studien- und Forschungsgesellschaft des Kleinschanzlin-Konzerns wurde. Dort war er mit Konstruktions- und Rationalisierungsarbeiten für die Konzernwerke beschäftigt. Später arbeitete er als Abteilungsleiter, als Prokurist und technischer Leiter bei der Firma Klein-Schanzlin-Odesse GmbH in Oschersleben (Bode). Im Mai 1941 wurde ihm die Leitung der Dampfturbinenabteilung übertragen. Die Firma wurde im Frühjahr 1946 demontiert. Als Werkleiter leitete er ab Sommer 1948 den Wiederaufbau des nunmehr volkseigenen Betriebes Pumpenfabrik Oddesse.  Ende 1948 wechselte er das Unternehmen und wurde Werkleiter des Volkseigenen Betriebes Hallesche Pumpenwerke in Halle (Saale).
1951 ist er zum Mitarbeiter im Ministerium für Maschinenbau der DDR nach Berlin berufen worden und war hier zunächst mit der Bearbeitung von Sonderaufgaben befasst. Dann wurde er Technischer Leiter in der Hauptverwaltung Schwermaschinenbau. Ende 1952 wurde er Gruppenleiter in der Koordinierungs- und Kontrollstelle für Industrie und Verkehr im Sektor Maschinenbau, drei Monate darauf Sektorenleiter für den Sektor Schwermaschinenbau. Dieser Sektor befasste sich damals auch mit der Bildung der neuen Hochschule in Magdeburg.

## Gründung der HfS Magdeburg
Schrader war im Ministerium in die Vorplanungen zur Gründung einer Spezialhochschule in Magdeburg einbezogen, die den Ingenieurbedarf im Zentrum des Schwermaschinenbaus der DDR decken sollte.
Die Regierung der DDR (Ministerrat) hatte in ihrer 134. Sitzung vom 6. August 1953 beschlossen: „Schaffung neuer Ausbildungskapazitäten durch Errichtung neuer Hochschulen, durch Entwicklung von Fachschulen zu Hochschulen, durch Erweiterung der Universitäten und Hochschulen.“ Daher wurden 1953 die Hochschule für Maschinenbau Karl-Marx-Stadt, die Hochschule für Elektrotechnik Ilmenau und die Hochschule für Schwermaschinenbau Magdeburg (HfS) gegründet, 1954 folgte die Technische Hochschule für Chemie Leuna-Merseburg.
Als vorläufiger Leiter für die zu gründende Hochschule in Magdeburg war zunächst Diplomingenieur Otto Schäfer vorgesehen, damals Leiter der Fachschule für Schwermaschinenbau Magdeburg. Dieser hat jedoch die entsprechende Funktion an der neuen Hochschule in Karl-Marx-Stadt (heute wieder Chemnitz) angenommen und stand kurzfristig nicht mehr zur Verfügung. Daher wurde Mitte August 1953 der promovierte Heinz Schrader als amtierender Leiter der neuen Hochschule für Schwermaschinenbau Magdeburg eingesetzt, die am 1. September 1953 offiziell ihre Pforten öffnete. Die Hochschule immatrikulierte zugleich die ersten 532 Studierenden, es standen damals aber nur 27 Lehrkräfte zur Verfügung.
Diese neu immatrikulierten Studenten absolvierten zunächst im ersten Semester (Herbstsemester genannt) ein Vorpraktikum in Industriebetrieben, wie dies in der Ingenieurausbildung gute Tradition war. Der theoretische Lehrbetrieb begann somit im Frühjahrssemester ab 3. März 1954, hierfür wurden Räumlichkeiten der ehemaligen Fachschulen in der Straße Am Krökentor 2 in der Nähe zum damaligen Maxim-Gorki-Theater genutzt.
Es gehörte folglich zu den ersten Aufgaben von Schrader, den Ausbau des Lehrkörpers durch Ermittlung und Verpflichtung geeigneter Persönlichkeiten systematisch anzugehen (Personalausschreibungen gab es in der DDR nicht). Dazu gehörte die Strukturierung der neuen Hochschule durch Gründung von Instituten und deren Eingliederung in Fakultäten. Auch den Aufbau einer Hochschulverwaltung hatte Schrader zu leisten.
Er musste weiterhin Planungen für die Unterbringung von Hörsälen, Seminarräumen, Bibliothek und Mensa und für die Schaffung von Hochschulbauten durchführen. In der ehemaligen Aula der Fachschulen wurde ein Auditorium maximum mit der Bezeichnung Hörsaal 1 eingerichtet. Weiterhin entstand für die speziellen Belange der Experimentalphysik (Direktor: Ernst-Joachim Gießmann) in diesem Gebäudekomplex der Hörsaal 2 mit einer steilen Bestuhlung. Es wurde in der Nähe zum vorhandenen Deutschen Amt für Material- und Warenprüfung (DAMW) das Institut für Werkstoffkunde (Direktor: Ernst Schiebold) errichtet in der Großen Steinernetischstraße. Schließlich wurde der im Winkel gestaltete Bau des Grundlageninstituts auf dem abgesteckten Campus zwischen Walther-Rathenau-Straße und Nordpark geplant für die Mathematik (Karl Manteuffel, Samu von Borbely), die Elektrotechnik (Ernst Stumpp, Richard Teßmer), die Schweißtechnik (Hans Neese, Manfred Beckert, Reinhard Probst), die Rechentechnik (Franz Stuchlik) sowie für Zeichensäle u. a. In einem zugewiesenen Altbau in der Falkenbergstraße wurde der kleine Hörsaal 4 eingerichtet. Erst der spätere Neubau der Institutsgebäude Chemie/Physik brachte den großen Hörsaal 5. Und schließlich mussten Internatsgebäude für die Studierenden geplant und umgehend realisiert werden.
Als gebürtiger Braunschweiger baute Schrader auch Verbindungen zur dortigen TH auf, so dass gegenseitige Besuche von Mitarbeitern und Studierenden regelmäßig stattfanden, zuletzt im Frühjahrssemester 1961. Derartige Kontakte waren teilweise sehr nachhaltig und haben trotz politischer Trennung durch die Berliner Mauer seitdem gehalten, wie zwischen den ehemaligen Studierenden Helmut Einicke (Magdeburg, Berlin), Werner Kriesel (Magdeburg, Berlin, Leipzig) und Peter Lehrke (Braunschweig, Essen, Darmstadt).
Heinz Schrader wurde offiziell per 6. September 1955 zum Gründungsrektor der Hochschule für Schwermaschinenbau Magdeburg ernannt. Die Aufbaujahre seit 1953 waren durch eine sehr hohe Aufgabenfülle gekennzeichnet, zumal die Kriegsschäden in der bombardierten Stadt allseits noch sichtbar waren und der umbaute Raum äußerst knapp war. Diese Umstände erschwerten und beeinflussten die Arbeitsweise von Schrader erheblich und führten nicht selten zu umstrittenen Entscheidungen. Daher verzichtete er bei der Neuwahl des Rektors im Juni 1956 auf eine erneute Kandidatur. Sein Nachfolger im Amt wurde Ernst-Joachim Gießmann, der spätere Staatssekretär und Minister.
Schrader plante und realisierte noch für sein Institut für Strömungsmaschinen und Strömungslehre einen Gebäudekomplex mit Versuchshalle am Nordpark, in dem er ab Juni 1957 als Professor mit Lehrauftrag wirkte und ab Mai 1961 zum Professor mit vollem Lehrauftrag berufen wurde. Hier war er bis zu seiner Emeritierung  nach Erreichen der Altersgrenze per Juni 1975 tätig. Sein Institut wurde im Zuge der Hochschulreform von 1968 zum Bestandteil der Sektion Dieselmotoren, Pumpen und Verdichter (Gründungsdirektor: Wolfgang Hinze).
Der Gründungsrektor Heinz Schrader verstarb im Alter von nahezu 80 Jahren in Magdeburg.

## Publikationen (Auswahl)
- Messungen an Leitschaufeln von Kreiselpumpen. Triltsch Verlag, Würzburg 1939.
- Internationale technisch-wissenschaftliche Tagung des Industriezweiges Pumpen und Verdichter. Teil 1: Thermodynamische Bestimmung des Wirkungsgrades von Kreiselpumpen, insbesondere Kesselspeisepumpen. Halle (Saale) 1961.